# میک باکس
میک باکس با نام کامل مایکل فردریک باکس (به انگلیسی: Michael Frederick Box) از اعضای بنیان‌گذار و لید گیتاریست گروه انگلیسی یوریا هیپ است. او تنها عضو باقی‌مانده از ترکیب اولیهٔ یوریاهیپ است که از سال ۱۹۶۹ تا به حال همچنان در گروه فعال است.